# Jacobo Penzo
Jacobo Penzo (Carora, 22 de septiembre de 1948 - Caracas, 22 de septiembre de 2020) fue un cineasta, escritor y pintor venezolano.

## Biografía

### Primeros años
Jacobo José Penzo Dorante nació en Carora, en el estado Lara, Venezuela y creció en la ciudad de Barquisimeto.En 1957, su familia se mudó a Caracas. Estudió periodismo en la Universidad Central de Venezuela.

### Carrera cinematográfica
Su primer documental, Huelga, narra una huelga obrera en la ciudad de Caracas, mientras que su primer corto Historia (1974), narra el mismo evento, pero en tono ficción.
Más adelante, con El afinque de Marín (1979) logra notoriedad. Se trata de un cortometraje documental que indaga en los orígenes afrocaribeños del barrio Marín de la Parroquia San Agustín, y el surgimiento del Grupo Madera.El afinque de Marín fue estrenado en cines como parte de una antología de tres cortos documentales que se tituló La Propia Gente (1981) y que incluyó también Yo hablo a Caracas de Carlos Azpúrua y Mayami nuestro de Carlos Oteyza. La Propia Gente logró gran éxito comercial en 1981.
Sin embargo, su obra más importante y por la que obtuvo mayor reconocimiento fue La casa de agua (1983), basada en la vida de Cruz Salmerón Acosta (1892-1929), el poeta de Manicuare, estado Sucre, con guion de Tomás Eloy Martínez. Esta película se mostró en la sección Quincena de Realizadores del Festival de Cine de Cannes en 1984.La película fue votada como una de las mejores películas venezolanas de todos los tiempos en una encuesta de 1987 a 29 expertos organizada por la revista Imagen. También fue votada como una de las mejores películas venezolanas de todos los tiempos en una encuesta de 2016 de 41 expertos organizada por la Fundación Cinemateca Nacional.Forma parte de una de las 15 películas consideradas patrimonio cinematográfico de Venezuela por la UNESCO, e incluida en el Programa Memoria del Mundo.
En 1988, Penzo realiza Música nocturna, que habla del mundo del tráfico de drogas.Según José Pisano esta película "significaría una vuelta, bajo la estrategia de la ficción, a esos recónditos ambientes urbanos que plasman historias de sobrevivencia, acompañados por melodías y letras de espesores más permeables y profundos a las mostradas en El afinque de Marín."
Penzo es reconocido como uno de los cineastas más importantes del país. Entre sus obras destacan títulos como Música nocturna (1987), En territorio Extranjero (1993), Borrador (2003) o Cabimas donde todo comenzó (2012).
Fue presidente de la Cinemateca Nacional entre 1999 y 2002En 2002 le es otorgado el Premio Nacional de Cine. También obtuvo la distinción de Caballero de la Orden de las Artes y las Letras de Francia.

## Filmografía

### Largometrajes
- Hijos de la Tierra (2022)
- En territorio extranjero (1992)
- Música nocturna (1988)
- La casa de agua (1984)

### Cortometrajes
- Falso Retrato de Luis Alberto Crespo (2014)
- El profeta olvidado (2003)
- Maracaibo Blues (2001)
- Algunas preguntas a la mujeres (1984)
- El silencio de la memoria (1986)
- La Pastora resiste (1982)
- Tecnología para el hombre (1986)
- El compadre Antonio (1982)
- Dos ciudades (1982)
- El afinque de Marín (1979)
- Historia (1974)

## Obra literaria
- Veinte años por un cine de autor, 2000
- Que sabrá sido de Herbert Marcuse, 2014
- Rumores, 2015[11]